# Wolfgang Hannibal von Schrattenbach

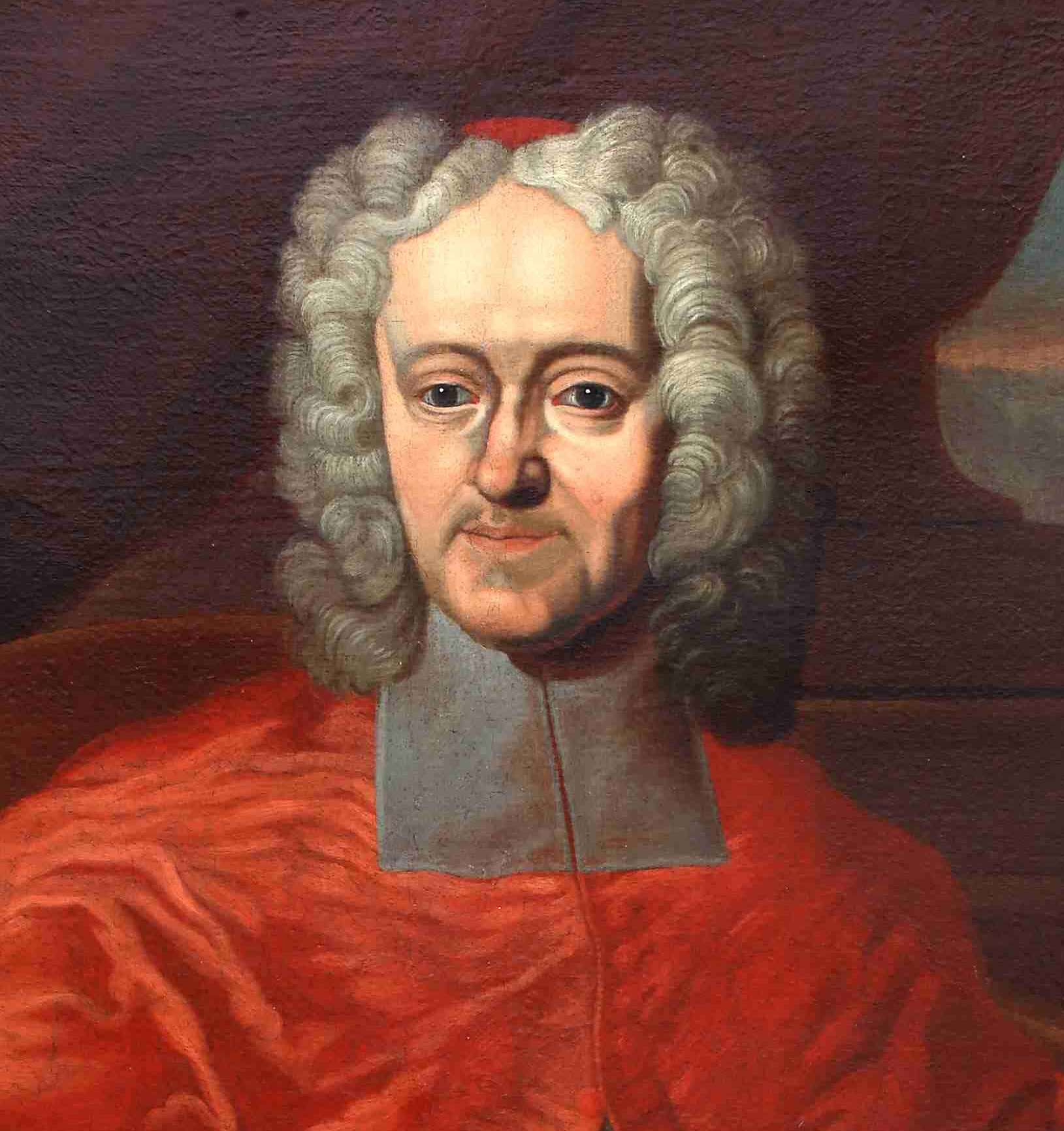
Wolfgang Hannibal Kardinal von Schrattenbach

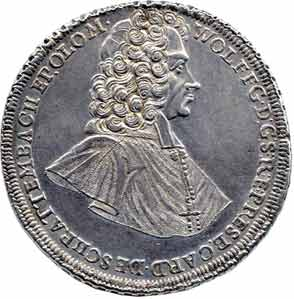
Münze mit dem Konterfei von Kardinal Wolfgang Hannibal Graf von Schrattenbachs (1721)

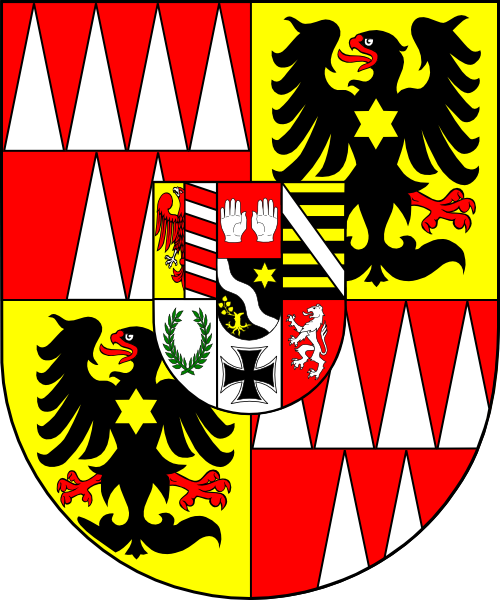
Wappenschild von Wolfgang Hannibal Graf von Schrattenbach, Fürstbischof von Olmütz (1711–1738)

Wolfgang Hannibal Graf von Schrattenbach (tschechisch: Wolfgang Hanibal hrabě Schrattenbach; * 12. September 1660 auf Burg Lemberg in der Steiermark; † 22. Juli 1738 in Brünn) war ein römisch-katholischer Geistlicher. Er fungierte als Fürstbischof von Olmütz, Vizekönig des Königreichs Neapel sowie Kardinal.

## Leben
Wolfgang Hannibal von Schrattenbach entstammte dem fränkischen Grafengeschlecht Schrattenbach, das ab der Mitte des 15. Jahrhunderts in der Steiermark sesshaft wurde. Er war der älteste Sohn der Eheleute Johann Balthasar von Schrattenbach und Anna Elisabeth, geb. von Wagensberg, die ihn für den geistlichen Stand bestimmten. Von 1677 bis 1683 studierte er als Alumne des Collegium Germanicum in Rom und erwarb den akademischen Grad eines Dr. phil. et theol. Ab 1682 war er Domherr in Olmütz und in Salzburg und wurde nach der Priesterweihe 1688 ein Jahr später Dekan des Salzburger Domkapitels.
Das Olmützer Domkapitel wählte Wolfgang Hannibal von Schrattenbach am 15. September 1711 zum Nachfolger des Bischofs Karl Joseph von Lothringen, der auf Olmütz verzichten musste, nachdem er Kurfürst und Erzbischof von Trier geworden war. Die päpstliche Bestätigung der Wahl durch Clemens XI. erfolgte am 23. November desselben Jahres. Die Bischofsweihe spendete ihm 1712 Franz Julian von Braida, Weihbischof in Olmütz. Auf Vorschlag des Kaisers Karl VI. erhob Papst Clemens XI. von Schrattenbach im Konsistorium vom 18. Mai 1712 zum Kardinal und ernannte ihn zum Kardinalpriester. Die Titelkirche San Marcello in Rom nahm er im Dezember 1714 in Besitz.
1713 ernannte ihn der Kaiser zum kaiserlichen Rat und für die Utrechter Friedensverhandlungen zum „Conprotektor“ der deutschen Nation. In der Position eines kaiserlichen Sondergesandten schickte ihn der Kaiser 1714 an den päpstlichen Hof und ernannte ihn 1719 zum Vizekönig und damit zum Statthalter des Königreichs Neapel, das nach dem Spanischen Erbfolgekrieg an Österreich gefallen war. Im Konklave 1721 war er an der Wahl des Papstes Innozenz XIII. beteiligt und kehrte 1722 nach siebenjähriger Abwesenheit in seine Diözese zurück.
1723 nahm Wolfgang Hannibal an der Krönung Kaiser Karls VI. zum König von Böhmen teil, 1725 wurde er Geheimrat und 1726 Kardinalprotektor Germaniae.
Während seiner Amtszeit als Bischof setzte er sich seit 1715 für die Seligsprechung des mährischen Priesters Jan Sarkander ein, der 1620 nach Folterungen durch aufständische Protestanten gestorben war. Die Heiligsprechung von Johannes von Nepomuk wurde 1729 feierlich begangen. Obwohl das Bistum bei der Übernahme durch Wolfgang Hannibal hoch verschuldet war, wurde 1724 mit dem Bau der Piaristenkirche in Kremsier begonnen, wo 1724–1736 auch die Marienkirche, 1733 die Kapelle zur schmerzhaften Muttergottes bei der Stadtpfarrkirche St. Mauritius und 1738 ein Haus für alte Priester erbaut wurden. Das Wischauer Schloss wurde um ein Theater erweitert und der Schlossgarten umgestaltet. Für das Gnadenbild in der St.-Thomas-Kirche in Brünn stiftete er 1736 eine goldene Krone, ebenso 1732 für das Gnadenbild auf dem Heiligen Berg bei Olmütz.
Er wurde in der von ihm erbauten Muttergotteskapelle in der St.-Mauritius-Kirche in Kremsier beigesetzt.